# (72550) 2001 EJ1
(72550) 2001 EJ1 – planetoida z pasa głównego asteroid okrążająca Słońce w ciągu 4,62 lat w średniej odległości 2,77 j.a. Odkryta 1 marca 2001 roku.